# سوزي كانتيكيان

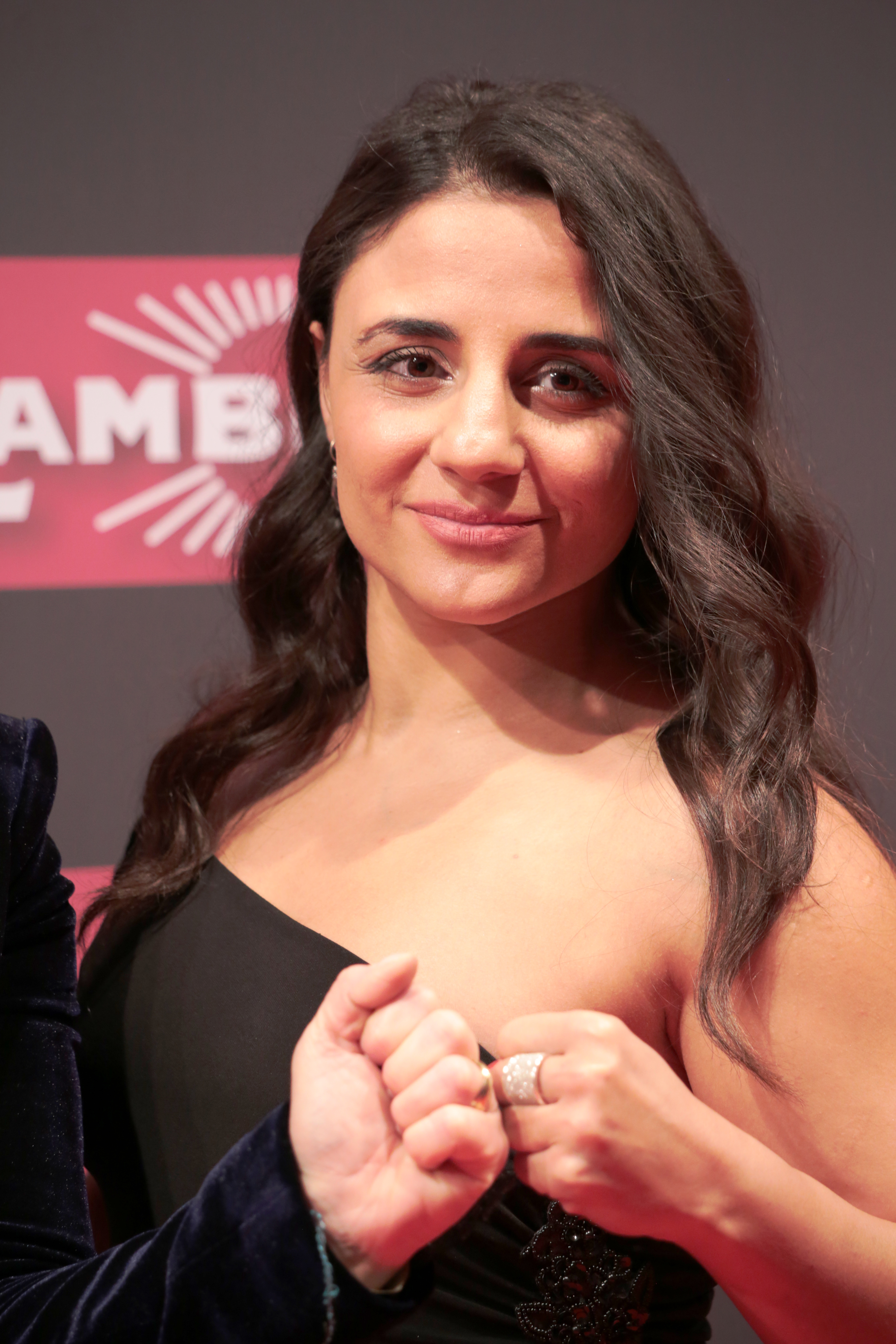
سوزي كانتيكيان

سوزي كانتيكيان أو سوزيانا ليفونوفنا كانتيكيان (بالأرمنية: Սյուզի Կենտիկյան) ولدت في 11 سبتمبر 1987. هي ملاكمة محترفة أرمنية ألمانية يسميها مشجعوها الملكة القاتلة. وُلدت في يريفان عاصمة أرمينيا، لكنها غادرت البلاد مع عائلتها في سن الخامسة بعام 1996 بسبب حرب ناغورني كاراباخ وعاشت في هامبورغ. بدأت الملاكمة في سن الثانية عشر وبعد مسيرة ناجحة في عالم الهواة، صارت محترفة في عام 2005 عند توقيعها عقدا مع سبوت لايت بوكسينق في هامبورغ.
تحصلت كانتيكيان على لقب بطلة العالم في وزن الذبابة مرتين، إضافة إلى لقب رابطة الملاكمة العالمية من عام 2007 إلى عام 2012، ومن عام 2013 إلى عام 2017.كما أنها بطلة مسالقة المنظمة العالمية للملاكمة في وزن الذبابة من 2009 إلى 2012، وقد حافظت على لقب الاتحاد الدولي للملاكمة النسائية منذ عام 2015، بعد أن احتفظت به سابقًا في الفترة من 2007 إلى 2012.
حتى عام 2012، ظلت كانتيكيان دون منافس. إذ فازت ب16 من أصل 30 مباراة لعبتها بالضربة القاضية أو الإيقاف. تبث قناة ز د ف التلفزيونية الألمانية معاركها منذ يوليو 2009. وهي الآن واحدة من مشاهير ألمانيا وتأمل في الوصول إلى شعبية مشابهة لتلك التي حظت بها نجمة الملاكمة الألمانية ريجينا هلمش.

## شبابها
وُلدت سوسيانا كنتيكيان في يريفان، في أرمينيا، وهي ابنة الطبيب البيطري ليفون كنتكيان وزوجته ماكروهي. في سن الخامسة، غادرت أرمينيا مع والديها وشقيقها البالغ من العمر تسعة أعوام، ميكائيل، لأن والدها استدعي للخدمة في الجيش خلال حرب ناغورني كاراباخ. في عام 1992، انتقلت العائلة أولاً إلى برلين بألمانيا وبقيت في منازل طالبي اللجوء. إلأ أنهم وبسبب العنف الذي شهدوه في هذه المجمعات وعدم تمكنهم من اللغة الألمانية، غادروا برلين وانتقلوا إلى مولدوفا وبعد ذلك إلى روسيا، حيث سجات كنتيكيان بالمدرسة لفترة وجيزة من الزمن. عادت الأسرة إلى ألمانيا في عام 1996 واستقرت في هامبورغ، حيث عاشت مرة أخرى في المرافق الحكومية لطالبي اللجوء. ظلت إقامة في كنتكيان غير مستقره ما يقارب العشر سنوات. فعدة مرات، تم نقلها وأسرتها إلى المطار للترحيل، إلا أن تدخل الأصدقاء المحليين مثل مدربها، فرانك رايت، الذي دعا المحامين ووسائل الإعلام والسياسيين المحليين، منع طردهم نهائيا وضمن استقرارهم. إذ حصلت عائلتها على تصريح إقامة دائمة في عام 2005 عندما وقعت عقد احتراف الملاكمة لمدة ثلاث سنوات الشيء الذي ضمن لها دخلا ثابتا.
في سن السادسة عشر، بدأت كنتيكيان العمل كمنظفة في مركز لياقة محلي لمساعدة عائلتها مالياً. تخرجت من المدرسة الثانوية في صيف عام 2006 ، وتحصلت على الجنسية الألمانية في يونيو 2008 ، لكن في نفس الوقت تقدمت بطلب للحصول على إعفاء يسمح لها بالاحتفاظ بجنسيتها الأرمنية. عاشت كينتكيان مع عائلتها في شقة بالقرب من صالة هامبورغ للملاكمة.

## مسيرتها كهاوية
اكتشفت كنتيكيان حماسها للملاكمة عندما كانت في الثانية عشرة من عمرها بعد مرافقة شقيقها لتدريبه على الملاكمة. بدأت تتدرب بانتظام وذكرت أن الملاكمة سمحت لها بأن تنسى صعوبات حياتها لفترة قصيرة: «أستطيع أن أخرج كل شيء، طاقتي بالكامل. إذا كان لديك العديد من المشاكل مثل عائلتنا، فأنت تحتاج إلى شيء مثل ذلك».
وفازت في بطولة هامبورغ للصغار من عام 2001 إلى عام 2004. فازت أيضا ببطولات شمال ألمانيا للصغار في عامي 2003 و 2004، وفي أكتوبر 2004، حققت أكبر نجاح لها من خلال الفوز ببطولات الهواة الألمانية الدولية للمرأة في قسم وزن الريشة للشباب. لكنها وجدت صعوبة متزايدة في العثور على منافسين في صفوف الهواة، حيث أن القليل من الملاكمين كانوا يريدون مواجهتها، ولم تسمح لها صفة ملتمس لجوء للتنافس خارج هامبور. خلال مسيرتها كهاوية، سجلت كنتيكيان 24 فوز وخسارة واحدة. أسلوبها العدواني ووطموحها للهجوم دائمًا إلى أنها يستسلم خصمها، أكسبتها لقب «الملكة القاتلة». غالبًا ما كانت تستخدم أغنية فرقة موسيقى الروك الأنجليزية كوين التي تحمل نفس الاسم كموسيقى دخولها.

## مسيرتها كمحترفة

### 2005-2007

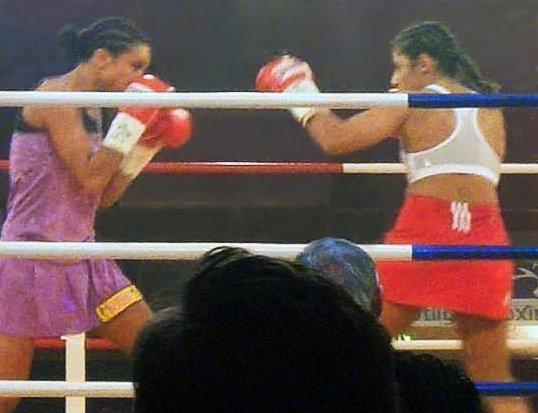
كنتيكيان ضد حكمي

تم اكتشاف كنتيكيان كملاكمة محترفة في معرض القتال خلال التأهيلات لبطولة العالم للهواة الملاكمة. في بداية عام 2005، وقعت عقدًا مدته ثلاث سنوات مع سبوت لايت بوكسينق في هامبورغ، وهو مشروع مشترك ليونيفرسوم بوكس- بروموشن، ويركز على الرياضيين الشباب. فيما بعد، دربها مدرب يونيفرسوم ماغوماد شابورو. بدأت كينيكيان مسيرتها المهنية في 15 كانون الثاني 2005، بفوزها على إيليانا بونييفا من بلغاريا. على مدى الأشهر الـ 14 المقبلة، فازت الرياضية بتسعة من أصل 11 مباراة لها بالضربة القاضية. وبذلك بدأت تجذب الانتباه. في 25 يوليو 2006، فازت بحزامها الأول، لقب وزن الذبابة الألمانية الدولية، ضد دانييلا غراف بقرار إجماعي. في أول مباراة لها على اللقب الدولي في 9 سبتمبر 2006، تغلبت كانيكيان على ماريبيل زوريتا من الولايات المتحدة. توقف القتال عندما جرحت زوريتا في الحاجب الأيسر.
في 16 فبراير 2007 في انتصارها الخامس عشر، قاتلت كنتكيان في أول بطولة عالمية لها في كولونيا، ألمانيا. كانت أيضًا المرة الأولى التي تتصدر فيها بطاقة قتال. فازت بالضربة القاضية الفنية في الدور التاسع ضد كارولينا الفاريز من فنزويلا، وبالتالي فازت ببطولة رابطة الملاكمة العالمية في وزن الذبابة. أخذت الفاريز اللكمات بدون إجابة في معظم الجولات وكانت تنزف بغزارة من أنفها، وأوقف الحكم في نهاية المطاف القتال في الجولة التاسعة خوفا على صحة الفاريز. بعد ستة أسابيع، في 30 مارس 2007، دافعت عن لقبها لأول مرة أمام حشد من 19,500 في كولنارينا، ضد ماريا خوسيه نونيز من أوروجواي بضربة قاضية فنية في الدور الثالث. هزمت نونيز في الجولة الثانية وانهت كينتيكيان القتال في الجولة الجولة التالية.
واجهت كنتيكيان بعدها نادية حكمي من فرنسا في 25 مايو 2007، في ثاني دفاع عن لقبها. أثبتت حكمي التي تستخدم طولها وامتدادها وقتها، أنها أول اختبار حقيقي لكينتكيان، حيث خاض الملاكمان مباراة تنافسية. في حين بدأت حكمي أبطأ، تمكنت من الفوز بعدة جولات في وقت لاحق. فازت كنتيكيان من خلال قرار الانقسام لأول مرة في حياتها. تم اختيارالمعركة بين خمسة «أفضل معارك السنة». في 7 سبتمبر 2007، دافعت كنتيكيان عن لقبها ضد شاني مارتن من المملكة المتحدة، بفوزها بالضربة القاضية الفنية في الدور الثالث. كانت كانيكيان تتحكم على منافستها منذ افتتاح اللعبة وأوقف الحكم القتال بعد أن هزمت مارتن في الدور الثالث.
بعد تقاعد ريجينا هلمش، قامت كنتيكيان بتوحيد ألقاب رابطة الملاكمة العالمية والاتحاد الدولي للملاكمة النسائية الشاغرة في مسقط رأسها في هامبورج في 7 ديسمبر 2007. قابلت حكمي في إعادة تنظيم مسابقة قبل ستة أشهر أثبتت فيها الملاكمة الفرنسية مرة أخرى أنه خصم قاسي، وتطور القتال بشكل مماثل لمواجهتهم الأولى. ومرة أخرى، كانت لكنتيكيان بداية أفضل، ولكن حكمس سجلت خلال النصف الثاني من القتال، مما جعل النتيجة متقاربة مرة أخرى. لكن في هذه المرة، كانت كانتيكيان متقدمة في جميع بطاقات التحكيم للقضاة الثلاثة، وحازت على الفوز بالإجماع. بعد نهاية العام، تم اختيار كانتيكيان كأفضل رياضية هامبورغ لذلك العام.

### 2008-2010

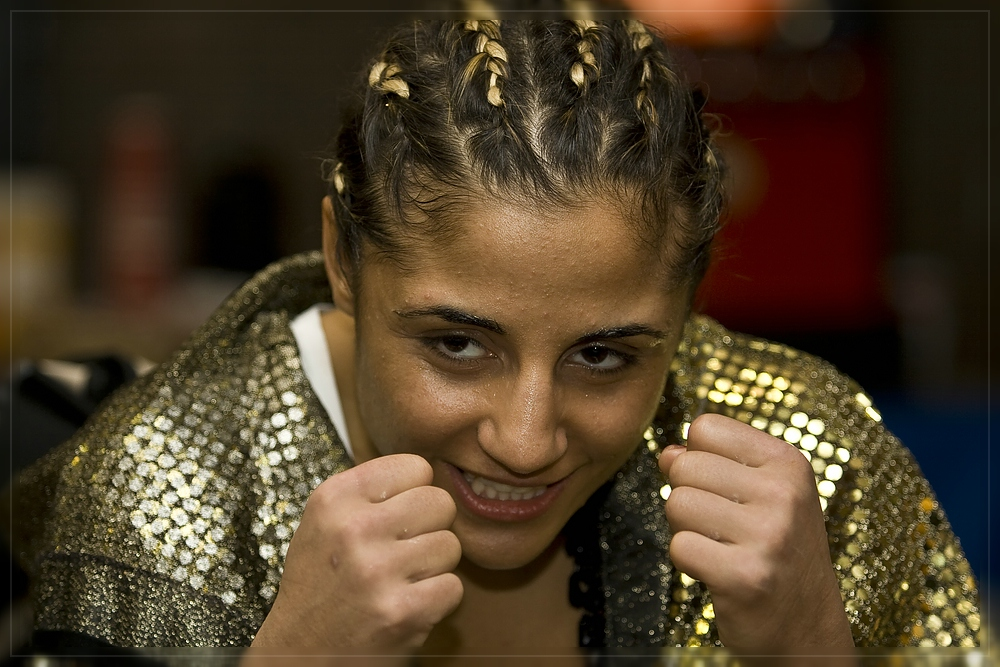
كانتيكيان ضد ساره غودسن

دافعت كانتيكيان بنجاح عن ألقابها ضد سارا غودسن من الفلبين عن طريق الضربة القاضية الفنية في الجولة الثالثة في 29 فبراير 2008. غودسون، التي قاتل تقريبا بشكل حصري في فصول الوزن الأقل قبل هذا التاريخ، تم التغلب عليها من قبل كانتيكيان وأنهى الحكم القتال بعد سلسلة من اللكمات الجسدية في الجولة الثالثة. في دفاعها عن اللقب في 10 مايو 2008، فازت كينتيكيان على ماري أورتيجا من الولايات المتحدة بضربة قاضية فنية في الدور الأول. ويومها، أورتيجا، التي قاتلت في السابق ضد خصوم معروفين مثل إيلينا ريد وهولي دوناواي، هُزمت مرتين من خلال يمين مستقيم خلال الثواني الـ90 الأولى من القتال. عندما دفعت كانتيكيان أورتيجا على الحبال مرة أخرى، صعد الحكم في وقت قصير قبل نهاية الجولة الأولى. وجاء هذا الإيقاف السريع مفاجأة للكثيرين، بما في ذلك المعلق التلفزيوني هلميش، الذي كان يتوقع مباراة صعبة.
في دفاعها التالي عن اللقب في 29 أغسطس 2008، التقت كينتيكيان مع هاغر فينر من إسرائيل، آخر خصم لهلمتش قبل اعتزالها. بعد جولة افتتاحية حماسية، تحولت مباراة الملاكمة إلى مشاجرة وفازت فينر خلال النصف الأول من القتال. لكن ابتداء من الجولة الخامسة، تمكنت كينتيكيان من السيطرة على المباراة وفازت بالقرار بالإجماع. في 5 ديسمبر 2008، واجهت كينتيكيان أناستازيا توكتولوفا من روسيا. خلال المعركة، تمكنت كينتيكيان من السيطرة على خصماها في منتصف الحلبة في معظم الجولات. وحكم جميع الحكام الثلاثة المباراة لصالحها. في ديسمبر 2008، تم اختيارها ملاكمة ألمانيا للسنة لأول مرة. بالإضافة إلى ذلك، فازت بجائزة أحسن ملاكمة لرابطة الملاكمة العالمية لعام 2007–08 .
احتفظت كينتيكيان بألقاب رابطة الملاكمة العالمية والاتحاد الدولي للملاكمة النسائية بالفوز بالإجماع على لايما ريد من الولايات المتحدة في 20 مارس 2009. بقيت ريد، التي صارت معروفة جيداً في ألمانيا بعد مبارتين مثيرتين للجدل مع هلمش في 2004 و 2005، في وضعية سيئة إلى حد كبير منذ الافتتاح. إذ سيطرت عليها كانتكيان ولم تفز ريد بجولة واحدة على بطاقات التقييم الرسمية. في 4 يوليو 2009، خاصمت كنتكييان كارولينا غوتيريز غايت من الأرجنتين. استخدمت كينتيكيان سرعتها وتوليفاتها للسيطرة على منافستها من خلال الجولات العشرة، والفوز في كل جولة على درجات الحكام. فازت كينيكيان عام 2009 بمقاتلة الهولندية الألمانية جوليا شاهين (20-0).. كانت كانيكيان تطغى على شاهين التي قضت معظم القتال الذي تفادي كينتيكيان . وفازت كينتيكيان بالإجماع لتصبح بطلة رابطة الملاكمة العالمية إناث وزن الذبابة من جديد.
دافعت كينتكيان، التي صارت بطلة اتحاد الملاكمة العالمي، ورابطة الملاكمة العالمية، ورابطة الملاكمة العالمية، عن جميع ألقابها ضد نادية راوي، الفائزة بلقب الملاكمة الدولي للملاكمة، في 24 أبريل 2010 في هامبورغ. كانت المباراة قريبة جدا، حيث كانت كانتيكيان في معظم الجولات مضعفة من قبل راوي . بعد عشر جولات، حصلت على مزايا ضيقة على اثنين من بطاقات الأداء الثلاثة للحكام وفازت عن طريق قرار الانفصال. في 17 يوليو، دافعت عن بطولاتها مرة أخرى ضد أرلي موسينو. في الجولات القليلة الأولى، استخدمت مجموعة هجمات سريعة للتسجيل ضد موسينو، قبل أن يحدث قطع بسبب تصادم عرضي للرؤوس. كانت كينتكيان غير قادرة على الاستمرار وتم إعلان المعركة على أنها لا منافسة واحتفظت بألقابها.

### 2011-2016
دافعت كينتكيان مرة أخرى عن لقب الاتحاد الدولي للملاكمة النسائية في 26 مارس 2011 ضد أنا ارازولا. فازت في سبع جولات على الأقل على كل من سجلات أداء الحكام وفازت بالإجماع . تلقت ارازول اخصم نقطة واحدة في الجولة السادسة.في وقت لاحق من العام، أحرزت فوزًا إجماعيًا جديدًا في 21 أكتوبر، هذه المرة ضد تيرابورن بانيميت من تايلاند.
غير مهزومة مع 29 فوز (بما في ذلك 16 بالضربة القاضية)، حاولت كينتكيان في المرة التالية للدفاع عن ألقاب رابطة الملاكمة العالمية والاتحاد الدولي للملاكمة النسائية في 16 مايو 2012 في فرانكفورت، ألمانيا ضد ميليسا ماكمارو. فقدت كينتكيان عن طريق قرار الأغلبية مع نتائج 95-95، 94-96 و 94-96، ومثلت هذه المباراة المرة الأولى التي تهزم فيها كمحترفة. في الأول من كانون الأول، تحدت كارينا مورينو الأمريكية لقبها في بطولة الاتحاد الدولي في دوسلدورف وعاشت خسارتها الثانية على التوالي.
في 1 فبراير 2013، خاصمت كينتكيان سناء جاه لبطولة ووبا للنساء. في الجولة السابعة، سجلت كنتكيان ضربة قاضية بلكمة بيدها اليمنى. ورغم معاناتها من جروح متعددة من عينها اليمنى، بما في ذلك واحدة من اصتدام الرؤوس خلال الجولة العاشرة والأخيرة، استطاعت كينتيكيان إنهاء المعركة وكسب النصر بالإجماع. اتبعت كينتكيان ذلك الفوز بآخر بالإجماع ضد مورينو في 6 يوليو. واستعادت لقب لبطولة ووبا للنساء. في 7 ديسمبر في شتوتجارت خاصمت كانيكيان سيمونا غالاسي ونجحت في الدفاع عن بطولة اتحاد الملاكمة العالمي.
كان خصم كينتيكيان في الدفاع عن لقبها التالي دان بي كيم. في المباراة التي أقيمت في 31 مايو 2014، سجلت كنتكيان ضربة قاضية فنية في الجولة التاسعة. في 8 نوفمبر 2014، قاتلت ناوكو فوجيوكا وحصلت على قرار الحكام بعد 10 جولات. بعد تأسيس شركة الترويج الخاصة بها للملاكمة، كينتيكيان الترويجية ، قاتلت في أكتوبر 2015، بعد غياب دام 11 شهرًا. ضد الملاكمة المكسيكية سوزانا كروز بيريز، وفازت بالإجماع في معظم الجولات على بطاقات الأداء للحكام. على الرغم من ذلك فإن هلمش قالت أنها لم تظهر «شكلها القديم». حققت الفوز بعدها في بطولة الاتحاد الدولي للملاكمة النسائية في 30 يوليو 2016 عندما قاتلت نيفانكا ميكوليك وفازت بقرار إجماعي. اعتبارا من عام 2018، كانت تلك المعركة الأخيرة لها.

## في وسائل الإعلام
في بداية مسيرتها المهنية، ظهرت كينتيكيان في المقام الأول في وسائل الإعلام المحلية في هامبورغ وأحيانا في الصحف الألمانية الوطنية. وأثارت طفولتها الصعبة ووضع اللجوء غير المؤكد اهتمام الصحافة وأدت إلى مقارنات مع فيلم فتاة المليون دولار.  جذب ارتفاعها البالغ 1.54 متر (5 قدم 1 بوصة) الانتباه أيضًا، وأطلق عليها لقب «الملاكمة الأصغر في ألمانيا».
في عام 2007، تم تقديم كينتيكيان إلى جمهور أكبر بكثير بسبب التعاون بين محطة التلفزيون الألمانية بروسيابن ومروجها سبوت لايت بوكسينق. بالإضافة إلى البث المباشر لمعاركها ظهرت عدة مرات في برنامج تلفزيوني شهير. شاركت في جلسة مبارزة من أربع جولات مع مضيف البرنامج، ستيفان راب، وشاركت في فعاليات «وورلد ووك تشامبيونينغ» للفعاليات الترفيهية التنافسية، حيث تعاونت مع سفين هاناوالد وكريستينا سورر وماركوس باير للفوز بمسابقة الأربعة أشخاص. شوهد أول ظهور لها للدفاع عن لقبها العالمي، حين قاتلت ماريا خوسيه نونيز، من قبل 4.69 مليون مشاهد، ما يمثل أكثر المعارك مشاهدة حتى الآن.

## روابط خارجية
- سوزي كانتيكيان على موقع IMDb (الإنجليزية)
- سوزي كانتيكيان على موقع ألو سيني (الفرنسية)
- سوزي كانتيكيان على موقع قاعدة بيانات الفيلم (الإنجليزية)
- سوزي كانتيكيان على موقع بوكس ريك (الإنجليزية) (registration required)